# Пратола, Эдгардо
Эдгардо Фабиан Пратола Обель (исп. Edgardo Fabián Prátola Hobel; 20 мая 1969, Ла-Плата — 28 апреля 2002, Ла-Плата), по прозвищу Русский — аргентинский футболист, правый защитник. Символ «Эстудиантеса» 1990-х.

## Карьера
Пратола начал свою карьеру в клубе «Эстудиантес» в 1988 году. Он выступал за «Эстудиантес» 8 лет, был лидером и капитаном команды, вместе с нею пережил вылет во второй аргентинский дивизион в сезоне 1994/1995 и возвращение в Примеру через год. В 1996 году Пратола уехал в Мексику, чтобы выступать за клуб «Леон», затем вернулся в Аргентину и, транзитом через сезон в «Унион» Санта Фе, опять пришёл в «Эстудиантес».
21 апреля 2001 года у Пратолы был обнаружен рак ободочной кишки, с тех пор Пратола, вместе с женой Анной Лаурой и дочерьми трёхлетней Камилой и Ларой, одиннадцати месяцев отроду, был вынужден бороться с болезнью. Он оставил футбол, хотя и оставался частью команды. Пратола прошёл через множество операций, 13 месяцев он боролся с недугом, но рак был сильнее, 26 марта 2002 года его положили в больницу Италия, а 28 апреля Эдгардо Пратолы не стало. «Эстудиантес» хотел отменить матч с «Индепендьенте», но Пратола, уже умиравший в больнице, попросил, чтобы команда отыграла эту игру, перед началом матча игроки «Эстудиантеса», взявшись за руки, провели минуту молчания, в глазах игроков стояли слезы, особенно сильно переживал Диего Колотто, лучший друг Пратолы, он же и открыл счёт в этой игре. 29 апреля в Базилике Священного Сердца состоялась месса, посвященная памяти Паролы, на которой были все игроки «Эстудиантеса».
В 2006 году, после победы «Эстудиантеса» над «Бока Хуниорс», которая принесла победу в апертуре, игроки «Эстудинтеса» показали футболки в честь Пратолы, а капитан клуба Верон, упомянул его в эмоциональной речи, которая транслировалась на весь стадион и привела к скандированию болельщиками одного слова: «Русо!»